# Cmentarz adwentystyczny w Krasnej Wsi
Cmentarz adwentystyczny w Krasnej Wsi – jedyny w Polsce cmentarz należący do Kościoła Adwentystów Dnia Siódmego, znajdujący się w miejscowości Krasna Wieś, w województwie podlaskim. Cmentarz jest częścią adwentystycznego ośrodka religijnego w Krasnej Wsi, w skład którego wchodzi także miejscowy zbór adwentystyczny.
Cmentarz w Krasnej Wsi został założony przez adwentystów dnia siódmego w latach 20. XX wieku, jednak po wojnie jego prawnym zarządcą stał się Polski Autokefaliczny Kościół Prawosławny, ponieważ w wyniku zawieruchy wojennej dokumentacja poświadczająca własność obiektu została zniszczona. W związku z brakiem aktu własności, próby odzyskania cmentarza przez społeczność adwentystyczną przez wiele lat nie odnosiły skutku, choć polska Cerkiew nigdy nie kwestionowała adwentystycznego charakteru cmentarza i udostępniała go Kościołowi Adwentystów Dnia Siódmego.
W 2010 r. w wyniku rozmów między zarządem adwentystycznej diecezji wschodniej a prawosławną kurią, dzięki życzliwości miejscowego duchownego prawosławnego i przychylności prawosławnej kurii warszawsko-bielskiej, adwentyści dnia siódmego odzyskali cmentarz, a jego właścicielem stała się diecezja wschodnia Kościoła Adwentystów Dnia Siódmego w RP.
Cmentarz adwentystyczny w Krasnej Wsi jest jedynym wyznaniowym cmentarzem adwentystycznym w Polsce. W innych częściach kraju, adwentyści korzystają najczęściej z cmentarzy ewangelickich (zarówno należących do Kościoła Ewangelicko-Augsburskiego, jak i Ewangelicko-Reformowanego), lub jeśli także to jest niemożliwe – z cmentarzy komunalnych.